# کینگستون، ویکتوریا
کینگستون (به انگلیسی: Kingston) یک شهرک در استرالیا است که در ویکتوریا (استرالیا) واقع شده‌است.